# Neunzehnerrufen
Neunzehnerrufen ist ein Kartenspiel aus der Tarock-Familie für vier Spieler mit 54 Karten. Es ist unter dem Namen Taroky die nationale Tarockvariante von Tschechien und der Slowakei, wird aber – mit gewissen Variationen – auch in Teilen der österreichischen Bundesländer Oberösterreich, Niederösterreich und der Steiermark sowie in Polen südlich der Weichsel gespielt. Auch die tschechischen Gemeinschaften in den USA spielen Taroky, namentlich in Texas und Nebraska, wo auch tschechische Kulturinstitutionen das Spiel lehren.

## Kurzbeschreibung
Als Tarock-Spiel enthält Neunzehnerrufen neben den Farbkarten 22 dauerhafte Trümpfe, die ebenfalls Tarock genannt werden und die mit römischen Zahlen durchnummeriert sind. Der Name Neunzehnerrufen bezieht sich darauf, dass in Spielansagen mit Partner – in denen also zwei Spieler gegen die beiden anderen Spielen – zur Partnerbestimmung jener Spieler „gerufen“ wird, der Tarock XIX in der Hand hält. Dies entspricht dem Verfahren im Zwanzigerrufen, einem simpleren Tarockspiel mit 40 Karten.
Ansonsten ist Neunzehnerrufen jedoch dem älteren und verbreiteteren Königrufen ähnlicher. Mit diesem teilt es den Kartensatz und die Art, wie dieser aufgeteilt wird: 12 Karten gibt es für jeden der vier Spieler, 2 × 3 Karten kommen als Talon in die Mitte des Tisches. Daher fand und findet ein wechselseitiger Befruchtungsprozess zwischen den beiden Varianten statt, mit Austausch von Spiel- und Prämienansagen.

## Wesentliche Unterschiede zu Königrufen
- Wie der Name sagt, wird ein Spielpartner bei den Ruferspielen nicht durch Ansage eines Königs bestimmt, sondern durch Tarock XIX.
- Bei Spielen, in denen die Punktemehrheit zu erzielen ist, werden Abstufungen gemacht: Je mehr Kartenpunkte in den Stichen, desto mehr Spielpunkte erhält die Siegerseite zugeschrieben.
- Prämien aus der Hand, die Information über das eigene Blatt preisgeben und bei Königrufen kaum noch gespielt werden, sind bei Neunzehnerrufen verpflichtende Ansage. Der Spieler erhält dafür Punkte gutgeschrieben, doch darauf zu vergessen, bedeutet Renonce.